# Gediminas Šugžda
Gediminas Šugžda (* 4. Oktober 1968 in Telšiai, Litauische SSR, Sowjetunion) ist ein ehemaliger litauischer Fußballspieler.

## Karriere
Šugžda begann seine Karriere beim litauischen Verein Zalgiris Vilnius, für den er 1986 im Alter von 17 Jahren sein Debüt in der ersten Liga der UdSSR gab. Nach einem dritten Platz im Jahr 1987 erreichte er mit seinem Verein den UEFA-Pokal, wo er 1988 gegen den IFK Göteborg sein erstes Spiel bestritt. Außerdem wurde er 1987 erstmals in die U21-Nationalmannschaft der UdSSR berufen. 1990 gewann Šugžda mit Vilnius die in diesem Jahr erstmals ausgetragene Baltic League. Am Titel war er mit 13 Treffer maßgeblich beteiligt. 1991 wechselte er in die Wysschaja Liga zu Lokomotive Moskau. Dort erzielte er in 7 Partien 2 Tore. Von 1992 bis 1995 spielte Gediminas Šugžda aufgrund einer Verletzung nicht im Profibereich.
1992 kam Šugžda nach Deutschland und spielte dort bei der SG Rodheim. 1995 wechselte er zum Zweitligisten FC Carl Zeiss Jena, für den er in der 2. Bundesliga 13 Spiele bestritt. 1997 wechselte er zum FC Bayern Hof, bevor er nur kurze Zeit später zum Regionalligisten FC Rot-Weiß Erfurt ging. Dort wurde er auf Anhieb zum Leistungsträger und empfahl sich so für die Litauische Fußballnationalmannschaft. Am 5. September 1998 kam er beim 0:0 im EM-Qualifikationsspiel gegen Schottland zu seinem einzigen Einsatz in der Nationalelf. Im Jahr 2000 kehrte Šugžda zum FC Carl Zeiss Jena zurück, wo er bis zu seinem Karriereende im Jahr 2003 spielte.
Šugžda war später Trainer beim oberbayerischen Kreisligisten TSV 1847 Weilheim und betreibt außerdem eine Fußballschule.
Seit 2008 ist Šugžda Trainer der ersten Mannschaft des oberbayerischen Clubs SC Baldham-Vaterstetten.
In der Saison 2008/09 ist er mit dem SC Baldham-Vaterstetten als Kreisligameister (Kreisliga 3, München) in die Bezirksliga aufgestiegen.
Die Saison 2009/10 beendete er mit seiner Mannschaft als Meister der Bezirksliga Ost, Bayern, und stieg erneut auf, nun in die Bezirksoberliga.
Gleichzeitig trainierte er die U17-Mannschaft des SC Baldham-Vaterstetten und wurde ebenfalls Meister, ungeschlagen und ohne Punktverlust.